# Lanium
Lanium (em português: Lânio) é um género botânico pertencente à família das orquídeas (Orchidaceæ). Foi proposto por Bentham em Hooker's Icones Plantarum 14: 24, em 1881, ao elevar a categoria de um dos subgêneros de Epidendrum criados por John Lindley. A espécie tipo é o Lanium avicula originalmente descrito por Lindley como Epidendrum avicula.

## Etimologia
O nome deste gênero deriva da palavra latina: lana, que significa “lã”, numa referência à aparência às suas inflorescências, flores e frutos pubescentes, isto é, cobertos de penugem.

## Distribuição
Lanium é composto por cerca de quatro pequenas espécies brasileiras epífitas ou rupícolas, de crescimento desordenado, um tanto quanto escandente e aéreo, que ocorrem em praticamente em todos os tipos de mata e também em campos abertos, sobre rochas abrigadas do sol direto, por praticamente toda América do Sul entre o norte da Argentina e sul da Colômbia.

## Descrição
Diferenciam-se de Epidendrum por um conjunto de características simultâneas, a saber, serem pequenas, apresentarem inflorescência pubescente com flores minúsculas, e rizomas alongados e ascendentes.
Caracterizam-se por apresentarem pseudobulbos pequenos mais ou menos fusiformes, eretos, com duas a quatro folhas na extremidade, as inferiores reduzidas a Baínhas folhosas ou raramente desenvolvidas, espaçados entre si por longo rizoma que se ramifica muito, formando grandes mantas sobre a sua hospedeira ou sobre as rochas. folhas subcoriáceas, oblongas. inflorescência apical e paniculada, raro racemosa, alta, delicada, bastante pubescente, marrom ou avermelhada, ostentando muitas flores minúsculas, simultâneas, espaçadas, não ressupinadas.
As flores, de verso pubescente, têm os segmentos bem patentes de cores pálidas, rosadas, amareladas ou esverdeadas. A sépala dorsal é lanceolada e as laterais um tanto quanto falcadas; pétalas do mesmo comprimento que as sépalas e bem mais estreitas, de forma linear-lanceolada, da mesma cor daquelas. labelo um pouco mais claro que os outros segmentos, mais comprido do que largo, simples, côncavo, unido à coluna na base, com ápice agudo. Dois pares de polínias desiguais.

## Filogenia
Segundo a filogenia de Laeliinae publicada no ano 2000 em Lindleyana por Cássio van den Berg et al., Lanium encontra-se inserido no clado de Epidendrum, aparentemente junto com parte das espécies de Amblostoma, entre Nanodes e Oerstedella. É importante notar que o trabalho de Van den Berg, principalmente no grupo que inclui Epidendrum ainda é apenas um estudo preliminar. Epidendrum é um gênero bastante grande, poucas espécies foram amostradas e nenhuma análise mais completa de sua filogenia foi publicada até este momento.
Alguns taxonomistas concordam que Lanium estaria melhor se ainda subordinado a Epidendrum. Pelas razões já expostas ao tratar de Epidendrum, preferimos por enquanto manter o gênero à parte.